# 유필
유필(庾弼, ? ~ 1155년)은 고려 중기의 문신으로, 본관은 무송(茂松)이다.

## 생애
글재주와 행실로 명성이 있었으며, 후에 두 차례 과거의 시험관을 맡은 점으로 보아 본인도 과거에 급제하여 출사하게 된 것으로 추정된다.
1143년(인종 21) 금에 사신으로 파견되어 만수절(萬壽節)을 하례하였고, 1147년(의종 원년) 지주사(知奏事)·이부시랑(吏部侍郎)에 임명되었다.
이듬해 동지공거(同知貢擧)로서 과거를 주관했고, 같은 해 추밀원부사(樞密院副使), 1149년(의종 3) 비서감(秘書監), 1150년(의종 4) 지추밀원사(知樞密院事)에 차례로 임명되었다.
1151년(의종 5) 지문하성사(知門下省事)에 임명되었고, 최유청(崔惟淸)·문공원(文公元)과 함께 간관(諫官) 최자영(崔子英)·왕식(王軾)·김영부(金永夫)·박소(朴翛) 등을 데리고 대궐문에 엎드려, “정서(鄭敍)가 대령후(大寧侯)와 친교를 맺고 자기 집에 불러다가 잔치를 베풀고 논다하니 그 죄는 용서할 수 없습니다.”라고 주청하여, 왕이 정서를 유배보내도록 했다.
같은 해 참지정사(參知政事)·판병부사(判兵部事), 중서시랑평장사(中書侍郞平章事)에 차례로 임명되었다.
1152년(의종 6) 수국사(修國史)를 겸직했고, 지공거(知貢擧)로서 또다시 과거를 주관했으며, 태자태사(太子太師)를 겸직했는데, 이는 권신 김존중(金存中)이 태자의 교육은 재상이 담당하도록 하여야 한다고 건의했기 때문이었다.
같은 해 문하시랑동중서문하평장사(門下侍郞同中書門下平章事)·수문전대학사(修文殿大學士)·판이부사(判吏部事)에 임명되었다가, 1155년(의종 9) 졸했다.
사후에 공숙(恭肅)이란 시호를 받고 의종(毅宗)의 묘정에 배향되었다.

## 성품
천성이 강직하여 남에게 아첨하지 않았다고 한다.

## 일화
왕이 내시(內侍) 정함(鄭諴)을 지후(祗候)로 임명했을 때, 유필은 굳이 반대하며 고신(告身)에 서명하지 않았는데, 왕이 여러 차례 설득하였음에도 불구하고 왕명을 따르지 않았기 때문에 유필이 죽을 때까지 정함은 그 관직을 받지 못했다고 한다.

## 가족 관계
- 조부 - 유고성(庾告成) : 검교태자첨사(檢校太子詹事)[5]
  - 아버지 - 유언경(庾彦卿) : 검교태자태사(檢校太子太師)[5]
    - 첫째 부인 - 안씨(安氏)[6]
      - 장남 - 유응규(庾應圭, 1131년 ~ 1175년) : 공부시랑(工部侍郞)·삼사부사(三司副使)·태자소첨사(太子少詹事)

    - 둘째 부인 - 상의봉어(常衣奉御) 장찬(張贊)의 딸[7]
      - 차남[8] - 유자량(庾資諒, 1150년 ~ 1229년) : 좌복야(左僕射)